# Gà tre Tân Châu

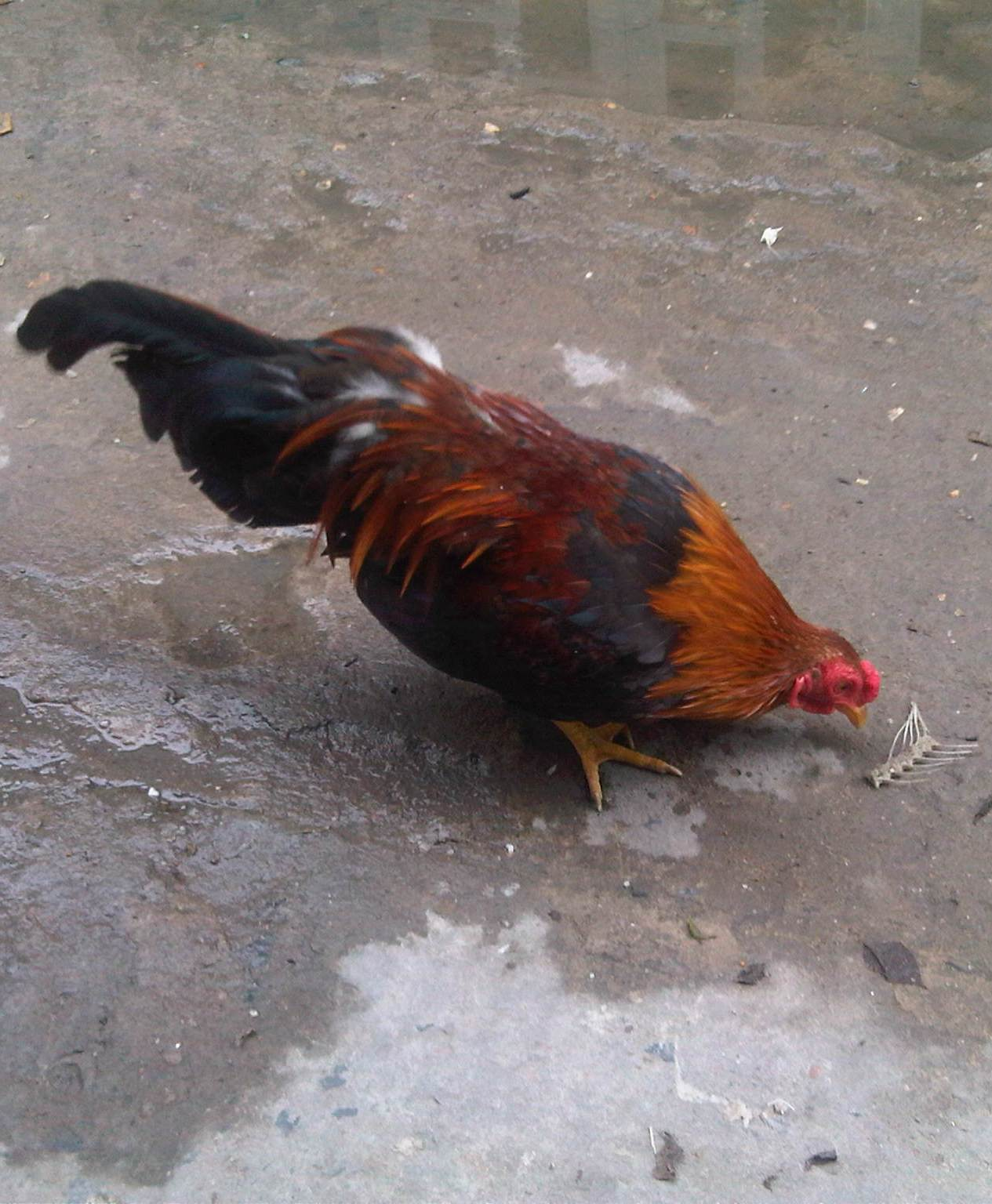
Gà tre Tân Châu

Gà tre Tân Châu là một giống gà bản địa của Việt Nam, chúng là giống gà thường là lựa chọn ưa thích của dân chơi gà kiểng ở Việt Nam đồng thời là một loại gà kiểng đẹp với màu sắc rực rỡ. Gà tre Tân Châu đã dần khẳng định được vị thế của mình trong giới đam mê gà.